# Liste der Tellerformen der KPM Berlin
Diese Liste der Tellerformen der KPM Berlin verzeichnet die historischen Tellerformen der Königlichen Porzellan-Manufaktur Berlin.
| Modell | Dekor-Form         | Merkmale | Herkunft                                                      | Bild |
| ------ | ------------------ | --- | ------------------------------------------------------------- | ---- |
| 1054   | Glatt              | glatte Form ohne Reliefdekor, Fahne glatt oder leicht konvex                                                                                       | Meißen                                                        |      |
| 1113   | Antikglatt         | glatte Form ohne Reliefdekor, Fahne leicht konvex, Steigboard konisch                                                                              | KPM Berlin 1783                                               |      |
| 301    | Neuglatt           | gewellter 12-fach eigezogener Rand mit 6 kleinen relieffierten Rocaillen, Fahne konvex                                                             | KPM Berlin 1769                                               |      |
| 674    | Königsglatt        | Kettenrand und reliefierten Blüten, kleine Palmatten-Durchbrüche auf der Fahne                                                                     | KPM Berlin 1769                                               |      |
| 631    | Englischglatt      | gewellter 6-fach eingezogener Rand, Fahne leicht konvex, Steigboard konvex                                                                         | Wedgewood 1776                                                |      |
| 2043   | Frühstücks-Service | glatter Rand | KPM Berlin 1769                                               |      |
| 216    | Ozier (Altozier)   | französisch für Korbgeflecht, 12-fach gewellter Rand, Korbgeflecht-Relief mit 12 geraden Stäben auf de Fahne                                       | 1733 von Johann Friedrich Eberlein Meißen                     |      |
| 216    | Neuozier           | 16-fach gezackter Rand, Korbgeflecht-Reöief mit 16 schrägen Stäben auf der Fahne                                                                   | KPM Berlin um 1775                                            |      |
| 219    | Rocaille           | französisch für Muschelwerk, 4-fach Rocaillerelief mit jeweils 5 geraden Stäben auf der Fahne                                                      | Manufaktur Sèvre um 1730                                      |      |
| 198    | Antikzierat        | Fahne 6-fach eingezogener Rand und unterteilt, 3 Felder mit Relief aus Rocaillen bis zu Teller-Mitte und reliefierten Blattzweigen und Stabbündeln | KPM Berlin                                                    |      |
| 189    | Neuzierat          | gewelltter 6-fach eingezogener Rand, Relief aus Rocaillen und Blattwerk auf der Fahne                                                              | KPM Berlin um 1780                                            |      |
| 189    | Reliefzierat       | Relief aus Rocaillen und Blattwerk auf der Fahne                                                                                                   | Manufaktur Gotzkowsky um 1760                                 |      |
| 881    | Kurland            | Rand mit Eierstäben, Perlrand und antiken girlandenartigen Tuchgehängen                                                                            | von Modellmeister Johann Karl Friedrich Riese KPM Berlin 1790 |      |
| 4319   | Pompadour          | gewellter 6-fach eingezogener Rand, ganze Fahne mit Durchbruchmuster aus Gitter und Blattwerk                                                      | Meißen 1742                                                   |      |